# ガウロン
ガウロン(Gowron)は、SFテレビドラマ『スタートレック』シリーズに登場する人物の一人。クリンゴン人。演者はロバート・オライリー、日本語版での吹き替えは主に佐藤正治が演じた。

## 経歴
- 2367年、クリンゴン帝国最高評議会の総裁の座に付く。
- 出身 - クロノス
- 国籍 - クリンゴン帝国
- 職業 - クリンゴン帝国最高評議会総裁
- 所属 - * クリンゴン帝国最高評議会

## 概要
『新スタートレック』（TNG）の途中で前任者クンペックが毒殺された後を受けてクリンゴン帝国の総裁の座についたが、その過程はクリンゴン帝国の内戦を伴う多難なものであった。
クリンゴンでは総裁を選ぶ際、通常第三者に調停を委ねることになっているが、その役割に惑星連邦の艦隊士官であるピカードが指名されたことに難は始まる。クリンゴン帝国では評議会にまで影響力を持っていたデュラス一族は新総裁の座を確実にするべく、暗殺を企てる。ガウロンとデュラス、ピカードの初顔合わせの場面では爆弾テロが行われ、またエンタープライズ船内でもデュラスの不正を暴こうとしたケーラー（アレキサンダー・ロジェンコの母親）がデュラスによって殺害される。まもなくウォーフが「復讐の権利」を行使しデュラスを殺害する。
その後、ガウロンは新総裁就任式を強行し、総裁の座に付く。ロミュラン帝国と手を組んだデュラス一族はガウロンの乗船する船に攻撃を仕掛けるが、乗船していたウォーフの活躍もあり難を逃れる。しかしロミュラン帝国からの支援は予想以上であり、徐々にガウロンは追いつめられていく。惑星連邦へ支援を求めるが連邦は内政干渉は行わない方針を貫き、一方へ荷担することを認めなかった。ピカードの計らいで「ロミュランによる支援を断つ」ことに限定する作戦が行われ、直訴して船の指揮を執ったデータ少佐の活躍もあってロミュランからの補給ラインを断つことに成功、間もなくガウロン側はデュラス一派を完全に排除し、帝国を配下に治めた。
この一件以来ガウロンはピカードに一定の信用と感謝を抱いているらしく、ピカードの頼みはなかなか断れないようである。しかし『スタートレック:ディープ・スペース・ナイン』(DS9) ではカーデシアへの侵攻を決定し、惑星連邦との同盟を破棄するなど連邦全体に対して良い印象を持っているわけではないようだ（後日、ドミニオンに対抗するために同盟を再締結している）。
ドミニオン戦争の終盤、自らの威信を保つために無謀な作戦を連発したためにウォーフと決闘することになり、バトラフでの戦いでウォーフを追い詰めるが、結果的に敗れて死亡した。ウォーフとはこれ以前にも何度か戦ったことがあり、自分の座を狙う者の一人として認めていた。ウォーフは新総裁になる権利を得たが、自分の代わりにマートクを推した。

## 性格
性格はクリンゴン人らしく攻撃的で復讐を重んじる人物である。小説版においても、復讐を重んじる姿勢が描かれた。デュラスと総裁の座を争った時には弱気になったり、上述のように嫉妬から判断を狂わせたり、バトラフ勲章授章式に紛れ込んだシスコたちが使用した偽名に不審の念を抱く（そんな一族、家が存在したかとでも言いたげな表情と逡巡を見せた）など小心あるいは細心な一面も見せる。